# Kuno Hämisegger

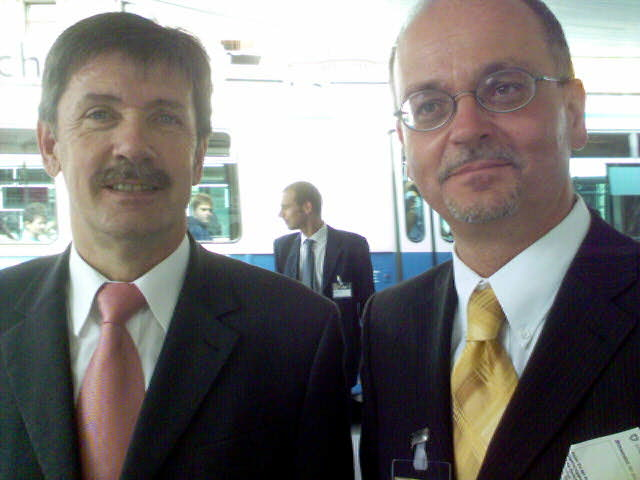
Kuno Hämisegger (rechts) und Adalbert Durrer (2005)

Kuno Hämisegger (* 29. März 1956 in Wyssachen, Kanton Bern; † 27. Dezember 2018) war ein Schweizer Bankenlobbyist und Ökonom.
Hämisegger war einer der Gründer und Quästor der Schweizerischen Public-Affairs-Gesellschaft (SPAG) und als deren Delegierter bei der Schweizerischen Bankiervereinigung Mitglied. Zuvor war er als Wirtschaftsberater von Alt-Bundesrat Jean-Pascal Delamuraz und als Chefökonom im Eidgenössischen Volkswirtschaftsdepartement (EVD) tätig.
Zudem war Hämisegger von 2003 bis 2010 Präsident der Knabenkantorei Basel. Er war Gründungsmitglied und ab 2017 Vizepräsident von männer.ch, dem Dachverband der Schweizer Männer- und Väterorganisationen.